# Nerastria dividua
Nerastria dividua är en fjärilsart som beskrevs av Augustus Radcliffe Grote 1880. Nerastria dividua ingår i släktet Nerastria och familjen nattflyn. Inga underarter finns listade i Catalogue of Life.